# 14989 Tutte
14989 Tutte eller 1997 UB7 är en asteroid i huvudbältet som upptäcktes den 25 oktober 1997 av Spacewatch vid Kitt Peak-observatoriet. Den är uppkallad efter matematikern William Tutte.
Asteroiden har en diameter på ungefär 7 kilometer.